# Anyone Can See
Anyone Can See è l'album di debutto di Irene Cara, pubblicato nel gennaio 1982.

## Descrizione
In seguito al grande successo ottenuto dalla cantante con i brani Out Here on My Own e Fame tratti dal musical Saranno famosi nel quale recitava anche come attrice, la cantante ottenne un contratto discografico con la Network Records. L'album, prodotto da Ron Dante dal marcato stile R&B e Post disco, contiene otto brani inediti e due cover: Reach Out I'll Be There, grande successo dei Four Tops del 1967, inciso anche da Diana Ross e Gloria Gaynor e Thunder in My Heart, singolo di Leo Sayer del 1977. Tra i coristi dell'album figurava anche un giovane Luther Vandross. L'album fu ben accolto dalla critica che gli assegnò tre stelle e raggiunse la posizione 76 nella classifica Billboard 200 e la 39 nella classifica R&B.

## Singoli
Dall'album furono estratti i singoli Anyone Can See/Why, pubblicato nel novembre del 1981, che raggiunse il numero 42 nella Billboard Hot 100 e My Baby (He's Something Else)/Slow Down, pubblicato nell'aprile del 1982 che non ottenne alcun impatto in classifica.
L'album fu stampato in LP e Musicassetta. Nel 2001 fu ristampato in CD per il solo mercato canadese. L'album è stato pubblicato anche in versione digitale e per le piattaforme streaming.

## Tracce
1. Reach Out I'll Be There
2. My Baby (He's Something Else)
3. Anyone Can See
4. Don't Throw Your Love Away
5. Slow Down
6. Whad'ya Want
7. You Hurt Me Once
8. Thunder in My Heart
9. Why
10. True Love